# Travail coopératif
Un travail coopératif ou plus simplement la coopération est, au sein d'une organisation, la volonté collective et la capacité de faire les choses ensemble, en interagissant dans un but commun, en se partageant les tâches et en tentant d'éviter les conflits. 
Certains consultants introduisent une distinction entre travail « coopératif » et travail « collaboratif » :
- Un travail coopératif est formel, dépendant de l'application de procédures, généralement informatisées (cette vision très restreinte n'est pas celle de la littérature scientifique dans le domaine, le travail coopératif pouvant prendre d'autres formes).
- un travail collaboratif se fait en collaboration du début à la fin sans division fixe des tâches. Il est informel, dépendant de la bonne volonté des participants et proche d'une autopoiesis (il s'agit toujours ici d'une vision partielle).

C'est un mode de travail notamment utilisé par les équipes virtuelles et aux équipes transverses.

## Quelques définitions d'auteurs
Pour Thomas Schael, complétant la définition de Kjed Schmidt, « Le travail coopératif est constitué de processus de travail appartenant à la production d’un produit particulier ou d’un type de services ou de produit, ».
Pour Chester Barnard, c'est un des éléments clés de la définition d'une organisation qui est pour lui, fondamentalement : un  « système coopératif ».
Pour Victor Thompson : « Prédisposition à se soumettre à une coordination (organisationnelle). »
Pour Arlette Mucchielli-Bourcier, la coopération (de groupe)  est  « un processus dans lequel les individus sont impliqués ensemble, selon un statut égalitaire, pour œuvrer à une tâche commune. ».

## Dans le cadre du CSCW et du travail coopératif assisté par ordinateur

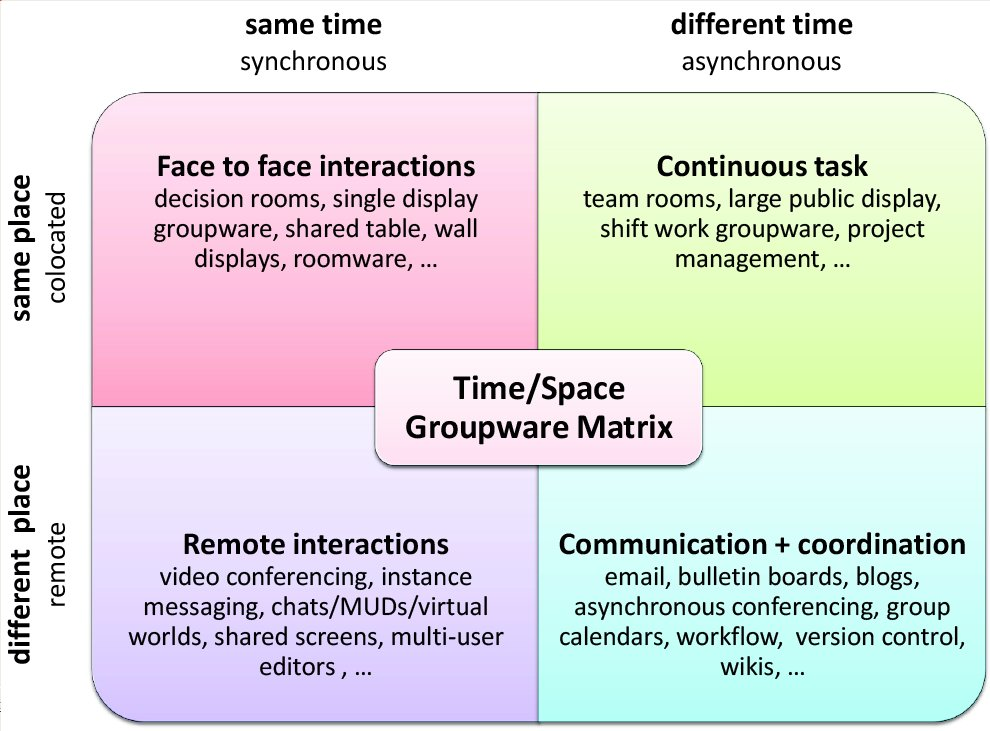
La matrice du CSCW

Dénommé également TCAO, Travail Coopératif Assisté par Ordinateur.